# Batagur bengálský
Batagur bengálský (Batagur baska), anglicky northern river terrapin, je druh želvy, který pochází z jihovýchodní Asie. Podle Červeného seznamu IUCN je klasifikován jako kriticky ohrožený taxon. Na většině původních míst výskytu je tato želva považována za lokálně vyhynulou.

## Etymologie
Tento druh byl popsán v roce 1831 britským zoologem Johnem Edwardem Grayem.
Batagur bengálský (Batagur baska) je v některých zdrojích chybně významově zaměňován s druhem batagur tuntong (Batagur affinis) neboli želvou malajskou.

## Popis
Batagur bengálský je jednou z největších asijských sladkovodních želv. Samotný krunýř může být dlouhý až 60 cm a karapax s plastronem dohromady mohou vážit až 18 kg. Karapax, horní díl krunýře, je u dospělých želv spíše zploštělý, mláďata na něm mají výrazný hrbolek kopírující páteř pod ním. Plastron, dolní díl krunýře, je v dospělosti rovný, zatímco u mladých želv vypouklý. Hlava je poměrně malá. Špičatý čenich směřuje nahoru.
Horní část krunýře je, stejně jako pokožka na měkkých tkáních, olivově hnědá, zatímco dolní část krunýře nažloutlá. Hlava a krk mohou být načervenalé. Během období páření dochází u samců ke změně barvy: hlava a krk jim ztmavnou, zatímco karapax se zbarví do oranžova. Existují také záznamy o samcích, kteří měli v období páření naoranžovělé i přední končetiny, nejenom krunýř. V tomto období mění barvu také oči samců.
Samci mají delší a silnější ocas než samice.

## Poddruhy
V současné době jsou známy dva poddruhy:
- batagur baska baska (Gray, 1831)[5]
- batagur baska ranongensis Wirot, 1979[5]

## Výskyt
V současné době se batagur bengálský vyskytuje v Bangladéši (v mangrovovém lese Sundarbans), také v Kambodži, Indii (v Západním Bengálsku a Uríse), dále v Indonésii a v Malajsii. Za lokálně vyhynulé jsou tyto želvy považovány v Myanmaru, Singapuru, Thajsku a ve Vietnamu.
Batagur bengálský obývá ústí velkých řek, říční břehy anebo mangrovy. Ačkoliv většinu času tráví tyto želvy ve vodě, samice vodní prostředí opouštějí, aby na plážích nakladly do písku vajíčka.

## Ekologie a chování
Jedná se o všežravé želvy, které se živí jak vodními rostlinami, jako jsou řasy, tak drobnými živočichy, ať už jde o malé rybky, korýše, bezobratlé či měkkýše.
V období páření, které trvá od prosince do března, se tyto želvy přesouvají po proudu řek do brakických vod v jejich ústích a do svých obvyklých teritorií se vrací proti proudu až po nakladení vajíček do hnízd. Ta se nachází na suché zemi. Jsou známy případy, kdy se želvy pravidelně vydávaly na dlouhou pouť k místům, kde se samy vylíhly, aby tam nakladly vajíčka, přičemž tato místa byla vzdálená až 60 kilometrů od jejich běžného teritoria. Samice obvykle během sezóny nakladou tři snůšky vajec. V každé snůšce je mezi 13 a 30 vejci, největší snůšky čítají 34 vajec.

## Ohrožení
Tento druh je podle Červeného seznamu IUCN kriticky ohrožený. Populace je odhadována na pouhých asi 100 dospělých jedinců (stav k roku 2019). Na vině je kromě lovení těchto želv také vybírání jejich hnízd. Krom masa se totiž v gastronomii využívají i jejich vejce. Dříve byli batagurové bengálští ve velkém sváženi ze všech koutů Indie do Kalkaty, kde se prodávali na rybím trhu.
I přes snahy o zlepšení situace a mnohá opatření místních vlád jsou batagurové stále ilegálně vyváženi z Indonésie do Číny.
Dalším problémem, který výrazně přispívá k úbytku jedinců tohoto druhu, je znečišťování jejich přirozeného životního prostředí a úbytek vhodných pláží, kde by mohly samice klást vejce.

## Ochrana
V Bangladéši a Indii byly za podpory Aliance pro záchranu želv spuštěny speciální projekty na ochranu těchto želv. V rámci těchto projektů dochází ke sledování hnízdišť, k umělé inkubaci vajec i k chovu batagurů bengálských v zajetí.

## Zajímavost
Mezi Bengálci byl batagur bengálský považován za nejlahodnější z želv.

## Chov v zoo
Batagur bengálský je v lidské péči chován velmi vzácně. Zoo Praha je od srpna 2021 jediným chovatelským zařízením mimo Asii, kde jsou tyto želvy přístupné veřejnosti v expozici gaviálů indických v pavilonu Čambal. Zahrada získala devět mladých jedinců, kteří se vylíhli se jako jedni z prvních v záchranném chovu v Evropě v roce 2016 a cca v roce 2025 by mohli dosáhnout dospělosti. Příběh ohrožení a ochrany tohoto druhu připomíná Zoo Praha v rámci kampaně Vzácní a jedineční.